# エア・トラクター
エア・トラクター（英語：Air Tractor, Inc.）は、テキサス州オルニーに本拠を置くアメリカの航空機メーカー。農業用航空機製造のパイオニアであったリーランド・スノーによって1978年に設立された。これ以前にスノーが興した航空機製造会社であるスノー・エアロノーティカル社で開発された「S-2B」を基に、新しい農業用航空機製造を開始しており、新型機「AT-300」は1973年に初飛行を行っている。2022年時点で農業用航空機の他、Single Engine Air Tanker, SEATと呼ばれる単発エンジンの山火事消火活動機や軍事用汎用機の製造を行う。

## 歴史
テキサスA&M大学で航空工学の学生であったスノーは、1951年、21歳の時に最初の農業用飛行機「S-1」の設計を開始しており、1953年にS-1の飛行試験を完了した。完成したS-1を用いて1957年までテキサス州のリオグランデバレーとニカラグアでの農薬散布作業が行われている。スノーはS-1に続き、モデル「S-2A」と「S-2B」の設計を始めており、1958年にテキサス州オルニーに製造拠点を移転した後、スノー・エアロノーティカルが設立されており、この2機の製造を開始している。
1965年、スノーは自身の会社であるスノー・エアロノーティカル社をロックウェル・スタンダードに売却し、エアロコマンダー部門の副社長に任命される。また、この間にモデル「S-2R」が開発されており、愛称はスラッシュ（ツグミ）と命名された。最初の100機はオルニー事業部で製造されているが、工場が閉鎖されたことでスラッシュの製造部門は1970年にジョージア州に移転している。その後、合計500機以上のスラッシュがスノー・エアロノーティカルのジョージア工場とロックウェル・スタンダードのオルニー工場の下で製造が行われている。
スノーはロックウェルを辞任し、その後2年間はエア・トラクターの設計に専念している。1972年にAT-300（後にAT-301となる）の製造が開始された。エア・トラクターとして初となるガスタービンエンジンを搭載したタービンモデル「AT-302」は1977年に導入された。
16年後、エア・トラクター社は1,100機目となる納入を行っているが、生産能力を引き上げるためオルニー工場の拡張を行っており、5年後には通算2,000機目が出荷されている。
2008年7月1日には従業員持ち株制度（ESOP）制度を立ち上げている。
2011年2月20日、スノーは自宅近くのウィチタフォールズでジョギング中に逝去。享年80歳であった。

## 製品

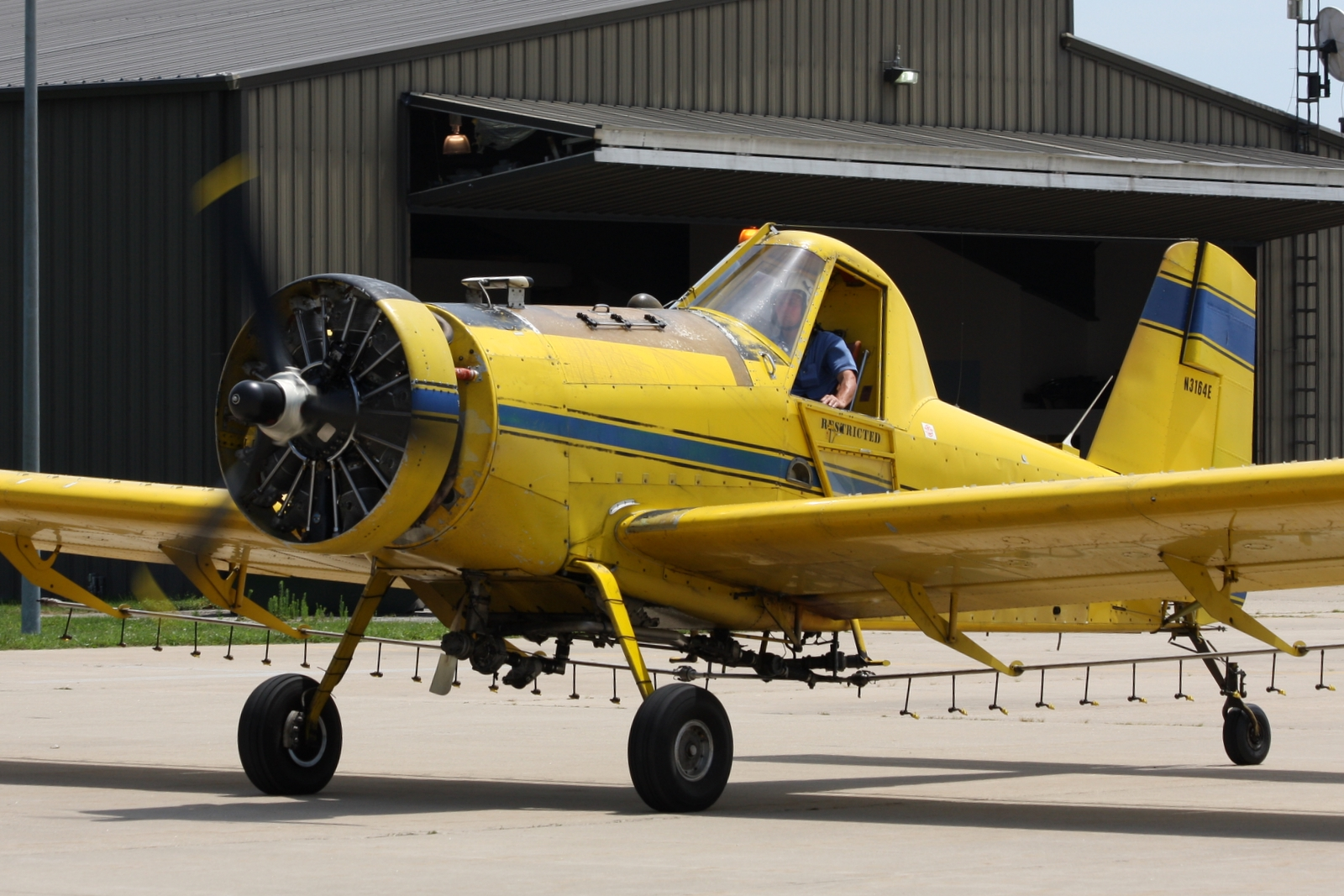
農薬散布型のAT-301

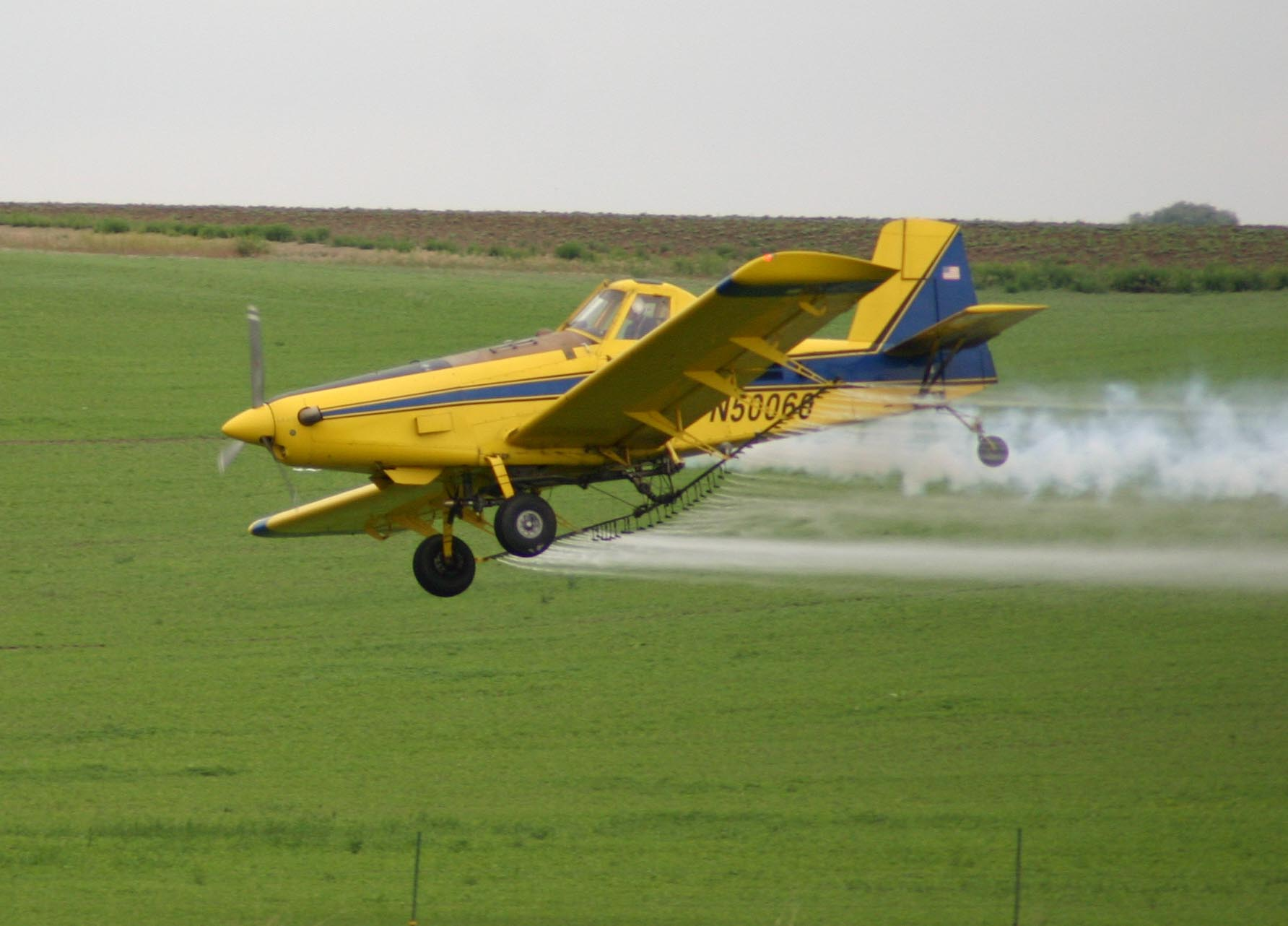
農薬散布中のAT-401

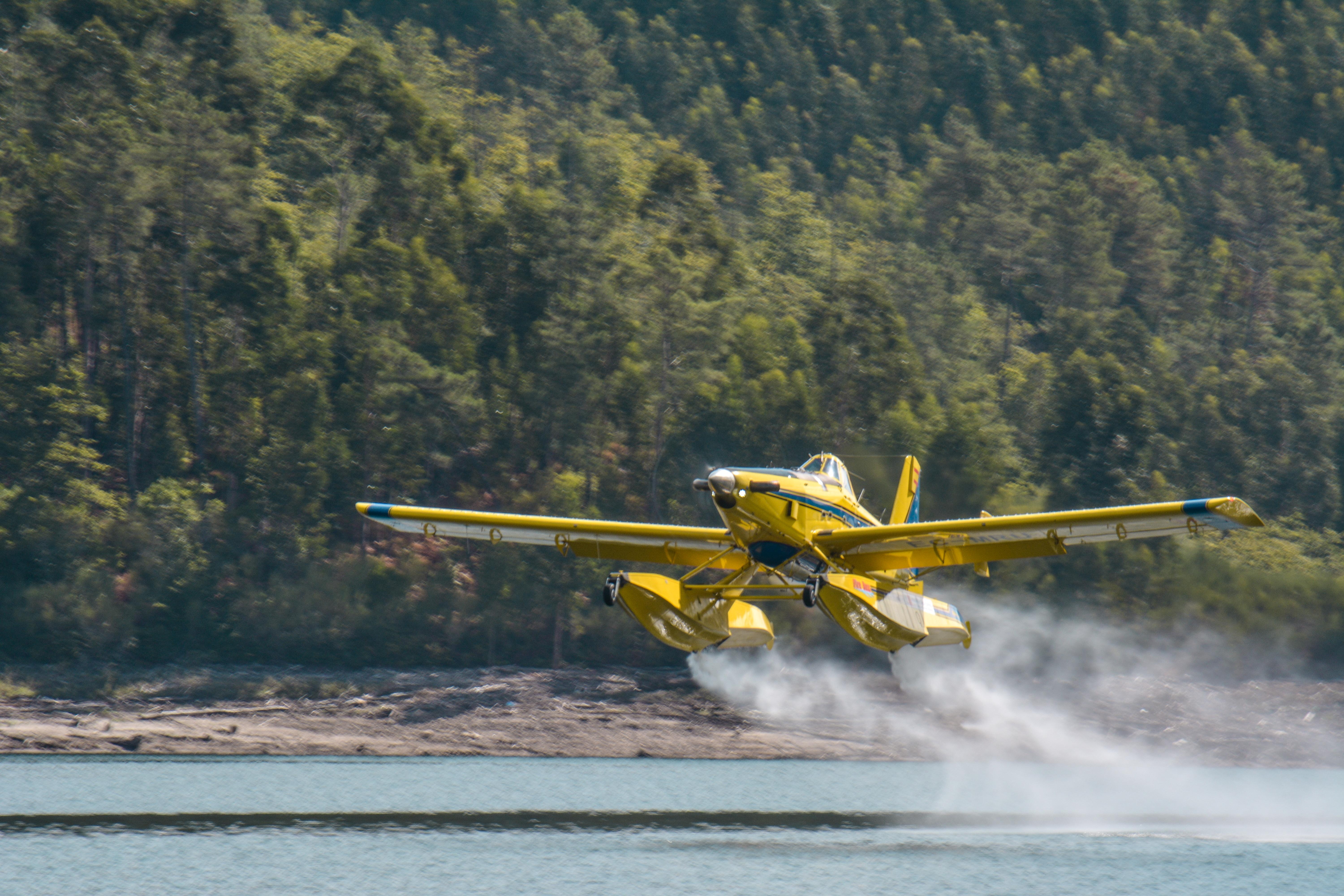
ポルトガルで運用される山火事消火活動型のAT-802F

| 型式名              | 初飛行年       | タイプ                     |
| ------------------- | -------------- | -------------------------- |
| Air Tractor AT-250  | 1991年3月29日  | 単発式農業用単葉機         |
| Air Tractor AT-300  | 1973年11月30日 | 単発式農業用単葉機         |
| Air Tractor AT-301  | 1974年12月19日 | 単発式農業用単葉機         |
| Air Tractor AT-302  | 1974年12月19日 | 単発式農業用単葉機         |
| Air Tractor AT-400  | 1980年4月11日  | 単発式農業用単葉機         |
| Air Tractor AT-401  | 1987年4月24日  | 単発式農業用単葉機         |
| Air Tractor AT-402  | 1988年12月2日  | 単発式農業用単葉機         |
| Air Tractor AT-501  | 1987年6月23日  | 単発式農業用単葉機         |
| Air Tractor AT-502  | 1987年6月23日  | 単発式農業用単葉機         |
| Air Tractor AT-503  | 1986年10月2日  | 単発式農業用単葉機         |
| Air Tractor AT-504  | 2009年2月11日  | 単発式農業用単葉機         |
| Air Tractor AT-602  | 1996年6月6日   | 単発式農業用単葉機         |
| Air Tractor AT-802  | 1993年4月27日  | 単発式農業用単葉機         |
| Air Tractor AT-802F |                | 単発式山火事消火活動機     |
| Air Tractor AT-802U |                | 単発式汎用単葉機（COIN機） |
| Air Tractor AT-1002 | 2009年11月25日 | 単発式農業用単葉機         |